# Personalism
Personalismul este o școală filosofică a gândirii care caută să descrie unicitatea:
- lui Dumnezeu ca  Persoană Supremă;
- sau a unei persoane umane în lumea naturii, în special în relație cu animalele. Unul dintre principalele puncte de interes ale personalismului este subiectivitatea umană sau conștiința de sine, trăită experiență în propriile acte ale persoanei  și întâmplările sale interioare — în "tot ceea ce  este intern ființei umane, prin care fiecare om este martorul ocular al propriului sine".[1]

Alte principii:
1. Persoanele au valoare unică, și
2. Numai persoanele au liber arbitru

Potrivit idealismului mai există un principiu:
1. Numai persoanele sunt reale (în sens ontologic).

## Privire de ansamblu
Scriind în Stanford Encyclopedia of philosophy, savantul Thomas D. Williams citează o multitudine de "școli" ce se reclamau de la o etică "personalistă" și "Weltanschauung".
Astfel, potrivit lui Williams, nu trebuie să uităm niciodată că, deși pot exista zeci de teoreticieni și activiști sociali în Vest care să adere la rubrica "personalism,"  focalizarea lor poate, în fapt, să fie asimptotică, și chiar să difere în punctele concrete.

## Personalismul lui Berdiaev
Nikolai Alexandrovici Berdiaev (1874-1948) a fost un filosof religios și politic rus care a pus accentul pe libertatea, subiectivitatea și creativitatea omului.

## Personalismul lui Mounier
În Franța, filosoful Emmanuel Mounier (1905-1950) a fost cel mai important susținător al personalismului, în jurul căruia el a fondat revista Esprit, care există și azi. Sub conducerea lui Jean-Marie Domenach, a criticat utilizarea torturii în timpul Războiului din Algeria. Personalismul a fost văzut ca o alternativă atât la liberalism cât și la marxism, deoarece respectă drepturile omului și ale personalității umane, fără să se complacă în colectivism excesiv. Personalismul lui Mounier a avut o influență importantă în Franța, inclusiv asupra unor mișcări politice, cum  Ligue de la jeune République a lui Marc Sangnier (Liga tinerei republici) fondată în 1912.
Un evreu antifascist, Zeev Sternhell, a identificat personalismul cu fascismul într-un mod foarte controversat, susținând că mișcarea pentru personalism a lui Mounier "împărtășește idei și reflexe politice cu fascismul". Zeev a susținut că  "revolta împotriva individualismului și materialismului" l-ar fi determinat pe Mounier să împărtășească ideologia fascismului.

## Personalismul catolic
Ca urmare a scrierilor lui Dorothy ZDay, un personalism creștin aparte s-a dezvoltat în secolul al XX-lea. Principalul său teoretician a fost filosof polonez Karol Wojtyła (mai târziu Papa Ioan Paul al II-lea). În lucrarea sa, Iubire și Responsabilitate, publicată pentru prima dată în 1960, Wojtyła a propus ceea ce el a numit norma personalistă.
 

## Personaliști notabili
- Randall Auxier
- Edgar S. Brightman
- Borden Parker Bowne
- Dorothy Day[5][necesită citare]
- Ralph Tyler Flewelling
- George Holmes Howison
- Bogumil Gacka
- Albert C. Knudson
- Edvard Kocbek
- Milan Komar
- Edwin Lewis
- Gabriel Marcel
- Peter Maurin
- J. M. E. McTaggart
- Walter George Muelder
- A. J. Muste
- Ngô Đình Diệm[6]
- Ngô Đình Nhu[7]
- Madame Ngô Đình Nhu
- Nikolay Lossky
- Pope John Paul II (Karol Wojtyła)[8][9][10][11][12][13]
- Constantin Rădulescu-Motru
- Charles Renouvier
- Herman Van Rompuy[a]
- Denis de Rougemont
- Francisco de Sá Carneiro, Prime Minister of Portugal[18]
- Robert Spaemann
- William Stern
- F. C. S. Schiller
- Gustav Teichmüller
- Pierre Trudeau, Prime Minister of Canada[19]

## Link-uri externe
- „Personalism”. Internet Encyclopedia of Philosophy⁠(d).
- Personalism: o introducere critică De Rufus Vizuină
- Emmanuel Mounier și Personalism
- Personalism: O Scurtă Relatare. Departamentul de Filosofie, Universitatea din Central Florida, include link-ul de la personalism bibliografie
- Personalism Revista (Lublin, Polonia) Arhivat în 20 iunie 2010, la Wayback Machine.
- Istoria Personalism - Acton Institute - , de asemenea, articole de pe Personalism Economic
- Cine Este Aproapele Meu? Personalism și Bazele de Drepturile Omului de Thomas D. Williams
- O Prezentare de Personalism Arhivat în 6 martie 2012, la Wayback Machine. de Bogumił Gacka